# 윌리엄 버레스

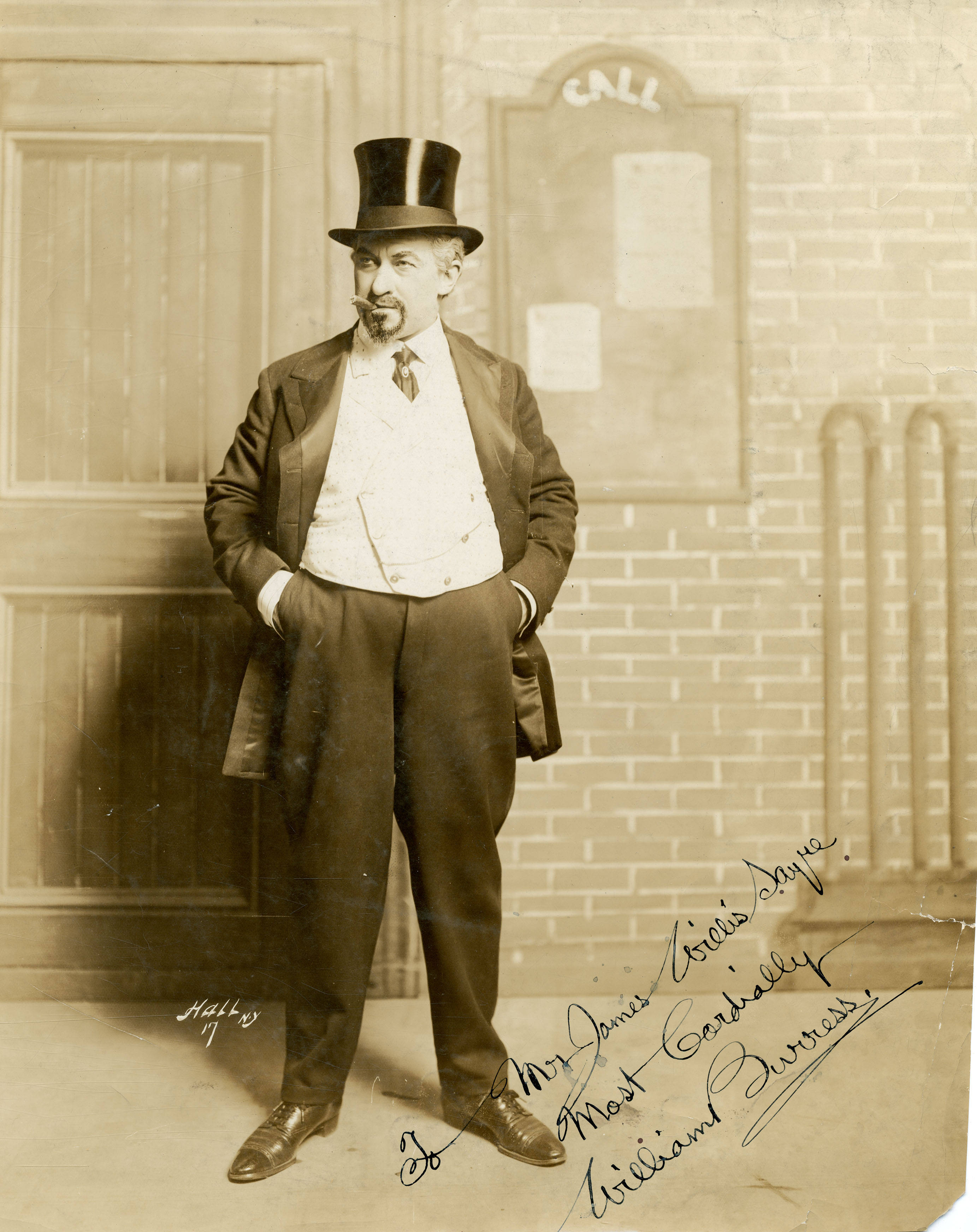

윌리엄 버레스(William Burress, 1867년 8월 19일 ~ 1948년 10월 30일)는 미국의 배우이다.
로스앤젤레스에서 사망하였다.

## 영화
- 네버 세이 다이 (1939년)
- 쉘 위 댄스 (1937년)
- 더 빅 브로드캐스트 오브 1936 (1935년)
- 리틀 코로널 (1935년)
- 패션스 오브 1934 (1934년)
- 장난감 나라 (1934년)
- 제인 에어 (1934년)
- 더 월드 체인지 (1933년)
- 래스퓨틴 앤 더 엠프리스 (1932년)
- 스카페이스 (1932년)
- 로컬 보이 메이키스 굿 (1931년)
- 스칼렛 핌퍼넬 (1917년)